# Куевас дел Алмансора
Куевас дел Алмансора (на испански: Cuevas del Almanzora) е населено място и община в Испания. Намира се в провинция Алмерия, в състава на автономната област Андалусия. Общината влиза в състава на района (комарка) Леванте Алмериенсе. Заема площ от 263 km². Населението му е 12 891 души (по данни от 2010 г.). Разстоянието до административния център на провинцията е 97 km.

## Демография
| 1996 | 1998   | 1999   | 2000   | 2001   | 2002   | 2003   | 2004   | 2005   | 2006   |
| ---- | ------ | ------ | ------ | ------ | ------ | ------ | ------ | ------ | ------ |
| 9495 | 10 837 | 10 824 | 10 792 | 10 155 | 10 782 | 10 776 | 11 001 | 11 484 | 11 422 |